# Jensen education
Jensen education, stiliserat JENSEN education, är ett svenskt utbildningsföretag, som grundades 1996 av ägaren och VD:n Håkan Jensen. Jensen education har drygt 16 000 elever och 1 100 medarbetare.

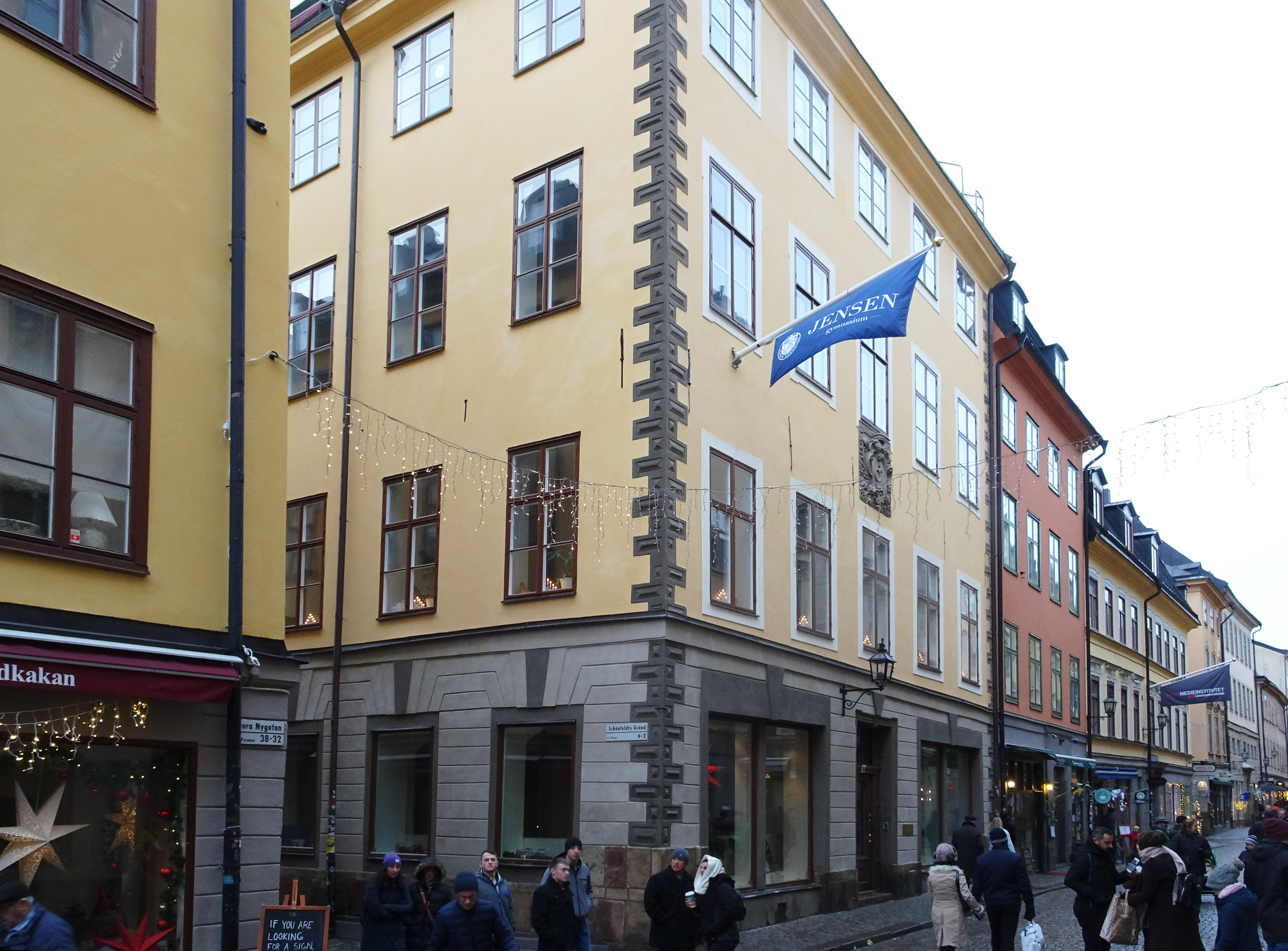
Jensen gymnasium Gamla stan finns sedan 2017 i Schönfeldtska huset på Stora Nygatan 30 i Stockholm, 2017.

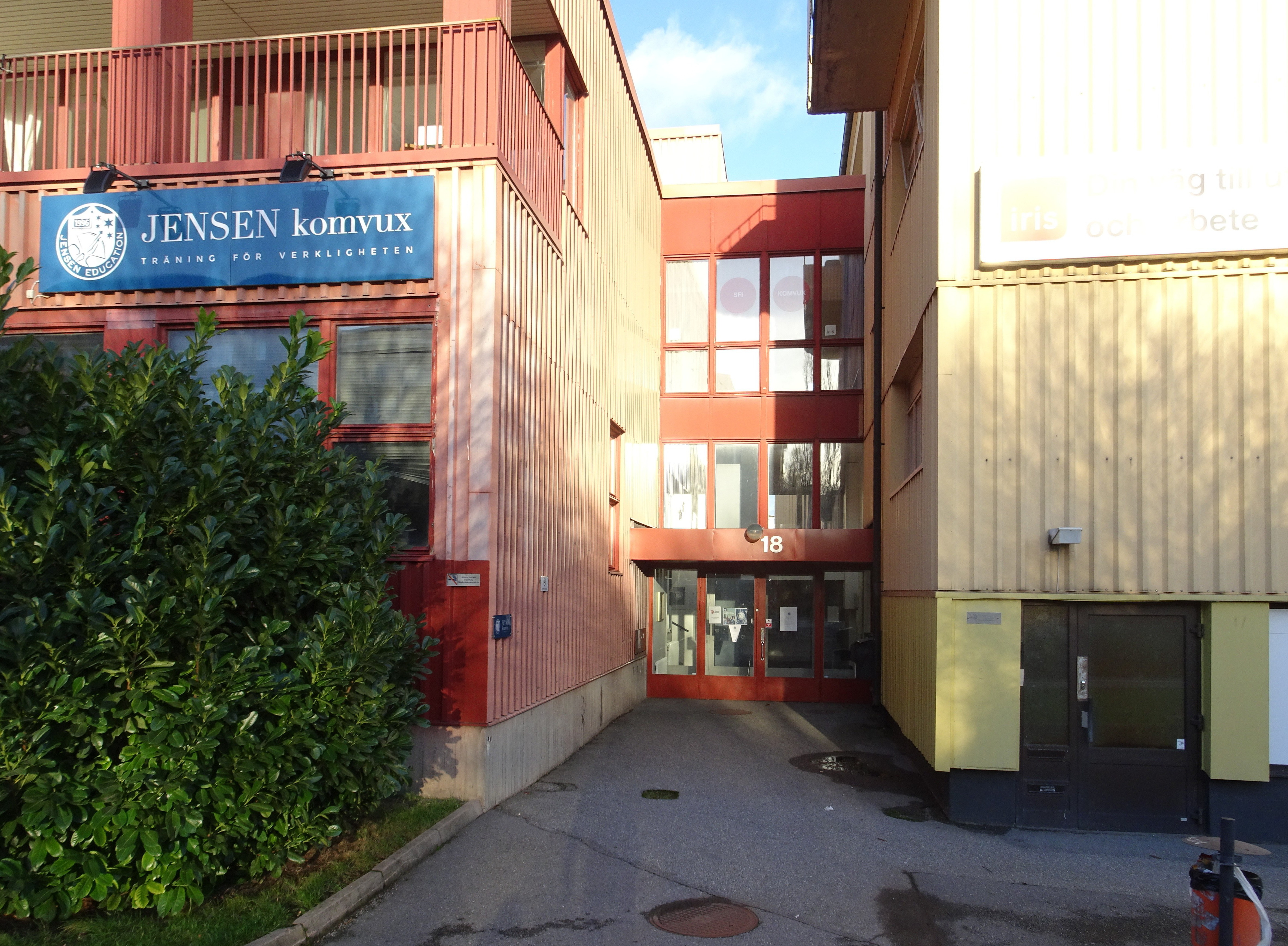
Jensen Komvux i kvarteret Färgeriet, Liljeholmen, södra Stockholm, 2020.

## Skolor

### Förskolor[3]
- Jensen förskola Bro Mälarstrand
- Jensen förskola Gunsta
- Jensen förskola Hyllie Gård
- Jensen förskola Kristineberg
- Jensen förskola Kungsholmen
- Jensen förskola Kvarnsjön
- Jensen förskola Landvetters backa
- Jensen förskola Nedersta
- Jensen förskola Nobelberget
- Jensen förskola Norrmalm
- Jensen förskola Silverdal
- Jensen förskola Snättringe
- Jensen förskola Tillberga
- Jensen förskola Kåbo
- Jensen förskola Vigelsjö
- Jensen förskola Zinkensdamm
- Jensen förskola Östermalm

### Grundskolor[4]
- Jensen grundskola Bro Mälarstrand
- Jensen grundskola Göteborg
- Jensen grundskola Kvarnsjön
- Jensen grundskola Kåbo (F-3)
- Jensen grundskola Kåbo (4-9)
- Jensen grundskola Linköping
- Jensen grundskola Långholmen
- Jensen grundskola Malmö
- Jensen grundskola Norrköping
- Jensen grundskola Sickla
- Jensen grundskola Tungelsta
- Jensen grundskola Västerås
- Jensen grundskola Örebro

### Gymnasiskolor[5]
- Jensen gymnasium Eskilstuna
- Jensen gymnasium Göteborg
- Jensen gymnasium Helsingborg
- Jensen gymnasium Jönköping
- Jensen gymnasium Kopparlunden
- Jensen gymnasium Kristianstad
- Jensen gymnasium Linköping
- Jensen gymnasium Lund
- Jensen gymnasium Malmö
- Jensen gymnasium Norrköping
- Jensen gymnasium Gamla stan
- Jensen gymnasium Nacka strand
- Jensen gymnasium Norra
- Jensen gymnasium Uppsala
- Jensen gymnasium Wenngarn
- Jensen gymnasium Örebro

### Yrkeshögskola[6]
- Jensen YH Göteborg
- Jensen YH Malmö
- Jensen YH Stockholm

### Vuxenutbildning[7]
- Jensen Medborgarplatsen (komvux)
- Jensen Kista (komvux, yrkesutbildningar, SFI)
- Jensen Liljeholmen (komvux, SFI)
- Jensen Fridhemsplan (komvux)
- Jensen Skärholmen (komvux)

## Utmärkelser
- Stockholm stads kvalitetspris 2005, 2006 och 2008.[8][9][10]
- Årets Entreprenörsföretag och Årets Grundare, region Öst, av Founders Alliance (2012).[11]
- Superföretag av Veckans Affärer och PAR (2007, 2008, 2009, 2010, 2011).[12]
- Gasellföretag av Dagens industri (2003, 2005, 2006, 2007, 2008, 2009, 2010 och 2011).[13]
- 2011, 2012, 2013, 2015 och 2018 utsågs JENSEN gymnasium Södra till Stockholms bästa UF-skola. 2014 vann de Sveriges bästa UF-skola och 2018 blev de återigen utsedda till bäst i Stockholm.[14]

## Kritik

### Betygsinflation
Jensen educations gymnasieskolor har utmärkt sig när det gäller så kallad betygsinflation, det vill säga att betygen som ges är genomgående högre än elevernas resultat på de nationella proven.
I en granskning som Skolinspektionen gjorde 2014 fick 87 procent av eleverna på Jensens gymnasium i Helsingborg högre betyg i kursen matematik 2b, än deras resultat på det nationella provet i samma kurs. Ingen av eleverna fick ett lägre betyg.
I en omfattande nationell granskning som Sveriges Television gjorde 2017 hamnade inte mindre än tre av Jensenkoncernens gymnasieskolor på listan över de skolor i landet som ger högst betyg i förhållande till resultaten på de nationella proven.
I Dagens Nyheters granskning av gymnasieskolorna i Stockholm 2019 utmärkte sig Jensens skolor återigen. Av de 92 Stockholmsskolor som ingick i undersökningen hamnade Jensens båda gymnasier på första respektive tredje plats vad gäller betyg som avviker från NP-resultatet. Det visade sig att samtliga elever på Jensen Gymnasium Norra fick högre betyg i matematik än vad de presterat i resultat på nationella prov.